# Mapungubwe
Mapungubwe es un parque nacional inaugurado oficialmente en 2004. Se encuentra en la provincia de Limpopo, en Sudáfrica. El sitio protege el entorno histórico de la colina de Mapungubwe, que tiene por vecino el río Kolope. Su localización está caracterizada por ser un valle en el que se cruzan dos ríos, el río Limpopo y el río Shashe. Al mismo tiempo se encuentra no muy lejos de la frontera de Botsuana y de Zimbabue. Este espacio es de gran interés porque en él se da por primera vez, en el siglo XIII (1220-1290), la primera ciudad-estado del Sur de África a la que se le suponía el control de un territorio de unos 30000 kilómetros cuadrados en el que vivirían unas 9000 personas. Lo importante no es la cantidad, sino la estructura que presenta: una colina en la que se separaría la élite del conjunto poblacional.

## Historia
Generalmente a Mapungubwe se le suele incluir dentro de un amplio contexto conocido como la secuencia cultural de Zimbabue, que a su vez se dividiría en tres periodos, Mapungubwe (1220-1290), El gran Zimbabue (1290-1450) y Khami (1450-1820). Estos periodos han sido determinados y están basados en la fundación de cada una de estas tres ciudades-estado. Ahora bien, ello responde a su vez a un movimiento poblacional que se vendría desplazando desde épocas tempranas, y que se constituyó por primera vez en ciudad-estado, en Mapungubwe, inaugurando así esta secuencia cultural.
Se podría decir que en esta zona se han documentado movimientos poblacionales que no solo son visibles en las épocas más recientes, sino que se llevan realizando desde que apareció en ella el ser humano. Los primeros habitantes de este valle eran poblaciones de la MSA (Middle Stone Age), cazadores-recolectores que llegarían hace unos 300,000 años. De estas gentes se han encontrado muchas herramientas de piedra en sitios al aire libre como Hackthorne y Keratic Koppie. Las herramientas incluyen hachas de mano, picos, láminas y raspadores que fueron hechos de rocas locales como cuarzo, calcedonia y ocasionalmente dolerita. Entre 250,000 y 130,000 años atrás, las herramientas pesadas fueron reemplazadas por herramientas más ligeras y tecnológicamente más avanzadas. En Kudu Koppie y Parma Farm, estas herramientas, hechas por personas físicamente modernas, incluyen láminas de lados paralelos y puntas triangulares que fueron diseñadas para hacer lanzas de caza. Ya a finales del Pleistoceno, hace 11,000 años, se documenta en un refugio de rocas en Balerno la existencia de pequeños grupos de personas, que serían probablemente los ancestros de los San de la LSA (Later Stone Age). Las herramientas asociadas con este y otros sitios de la LSA, como Thudwa Shelter en Little Muck, incluyen láminas y raspadores cuidadosamente preparados hechos de rocas de grano fino, como cuarzo o calcedonia. Las herramientas son generalmente más pequeñas. Hacia el final de la LSA, hace unos 3.000 años, las personas de la región comenzaron a pintar imágenes de animales y seres humanos en las paredes de los refugios de roca para registrar sus creencias y rituales. Los instrumentos se acumularon en el piso de los refugios rocosos, junto con huesos de animales que comieron, además de materia vegetal en descomposición que se acumuló en diferentes capas. El análisis de los restos muestra que los cazadores-recolectores de la LSA vivían principalmente de pequeños animales como antílopes, tortugas, liebres y peces, capturados a través de la caza. El gran cambio económico vendría acompañado de un nuevo contingente de población que procedía del norte. Se cree, y se ha podido determinar gracias al estudio de la cerámica -en varias colinas (en el caso de Mapungubwe tanto en la cima como en su base)- que las primeras poblaciones agrícolas que llegaron al valle del Sashe-Limpopo serían granjeros de habla bantú que empezarían a asentarse en torno al 350-450 d. C. Además, se constata que tanto el sorgo como el mijo pudieron haber sido cultivados fácilmente aquí por las condiciones climáticas que presentaría el valle en estas fechas. Sin embargo, una gran laguna en el conocimiento de la región se extendería entre el 600 y el 900, pues no existen restos para estos momentos. El clima se volvería más frío y seco y harían la vida imposible para las comunidades agrarias1 . Cuando finaliza este vacío, aparecerán unas cerámicas que se han denominado de la «facies Zhizo». Uno de los asentamientos más importantes y representativos en el que han aparecido este tipo de cerámicas es Schroda.
Schroda se encuentra no muy lejos de la primera ciudad-estado, siendo un gran precedente para entender cómo se va complejizando el grupo social que habita en esta región. En este yacimiento se empieza a vislumbrar una cierta desigualdad en la distribución económica mayor que en los otros 25 asentamientos documentados de la misma época y que parecen similares. Se cree que cuanto más grandes fueran los sitios de habitación, más importante sería la persona o personas que vivieran en ellos. Así la estructura social iba tomando cierta representación simbólica y estructural: «metafóricamente, “los grandes hombres” vivirían en grandes asentamientos»2. En el año 1000 aproximadamente Schroda sería abandonada. Su estilo cerámico desaparecería. Al mismo tiempo que esto pasaba, se establecía un nuevo asentamiento: K2, que tendría un nuevo estilo cerámico perteneciente a las personas «Leopard´s kopje”. Existen varias suposiciones que intentan explicar este acontecimiento: entre ellas, que fuera una evolución directa y correlativa de las poblaciones de la «facies de Zhizo» moviéndose a este nuevo sitio, o que las personas de «Leopard ´s kopje» fueran un grupo totalmente distinto que se desplazaría a esta zona de forma masiva3. El nombre «K2» fue dado al sitio por el arqueólogo Guy Gardner, quien estudió en Egipto, donde la palabra «Kom» significa un montículo o basurero, un montón de restos de comida desechados, artefactos, etc., construido por personas que viven en el mismo lugar durante muchas generaciones. Los campesinos de «Leopard´s kopje» cultivaron en las tierras planas entre las colinas, donde pudieron aprovechar al máximo las inundaciones estacionales del río Limpopo y sus afluentes. Entre 1220 y 1300 d. C., estas personas se establecieron alrededor de la colina Mapungubwe, cambiándose una vez más el lugar en el que se asentaban, pero siempre dentro del mismo valle.

## Descripción
El espacio de Mapungubwe está dividido en dos: la propia cima en la que hay un palacio, una zona para el culto, otra para los soldados, un cementerio con unas 20 tumbas y un área para las mujeres de la realeza; y la parte inferior que rodea la cima. En la zona inferior, junto a uno de los accesos, está el espacio de la corte enclavado en una especie de anfiteatro natural. A una distancia considerable (100 metros) está la muralla, en torno a ella viviría el común de la población.
Los elementos más sorprendentes hallados en la colina han sido una gran cantidad de cuentas de collar junto a una especie de recipiente y unas figurillas zoomorfas, todo ello de oro y de producción local. Junto a esto, se ha recogido una innumerable proporción de cuentas de vidrio importadas. Así como elementos cerámicos que recuerdan a las poblaciones definidas como «Leopard´s kopje». Además de fragmentos de porcelana de procedencia china.

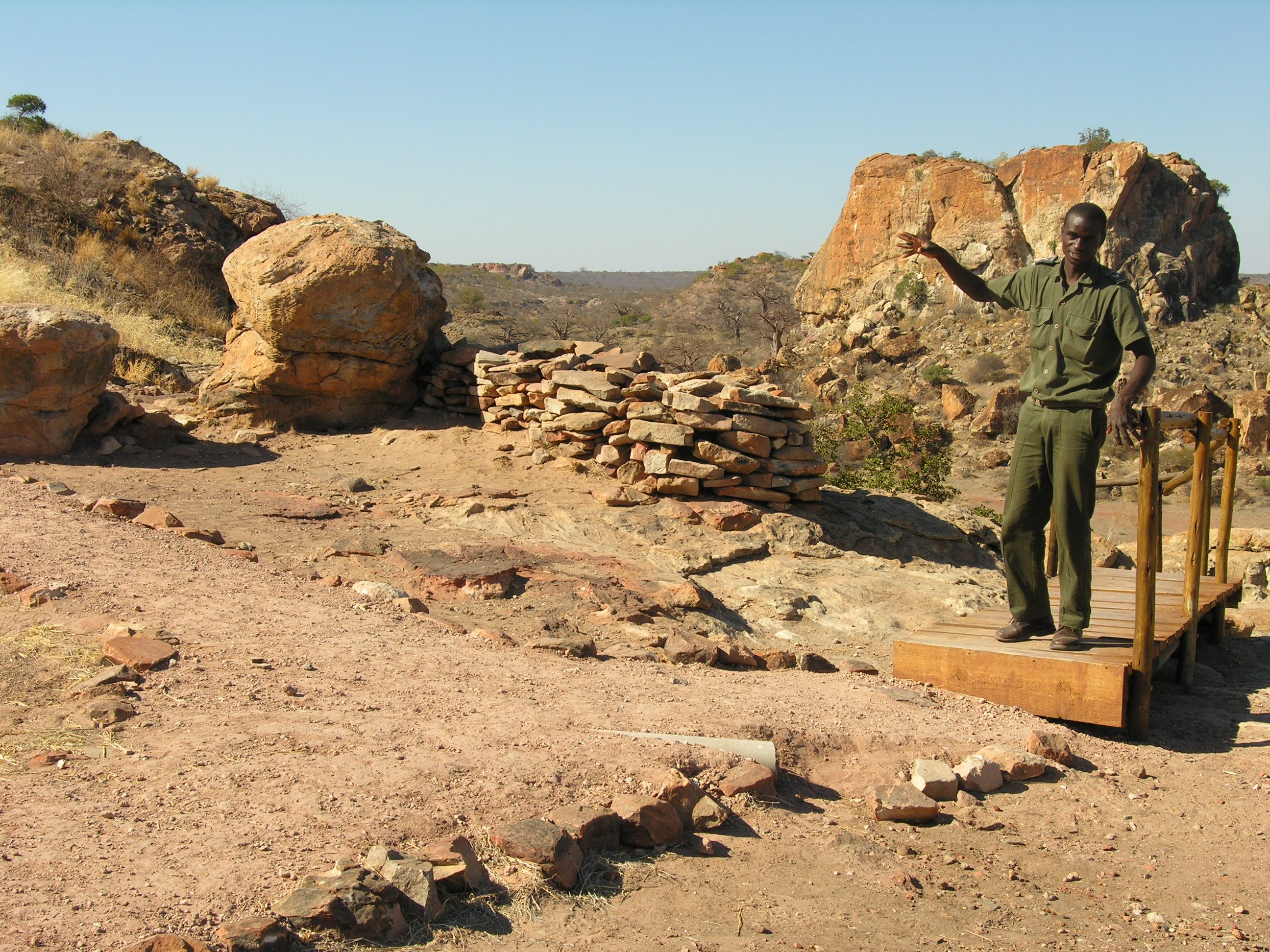

Por otro lado, existen diversas cerámicas locales del mismo estilo repartidas por todo el territorio y fechadas, casi todas, en el mismo espacio cronológico. De ello se ha podido suponer que esta sociedad controlaría unos 30000 kilómetros cuadrados4, y serían unas 9000 personas en total, de las cuales 4000 vivirían fuera de la capital.5
Se ha hecho una comparación con poblaciones actuales de la cultura de Zimbabue y se ha concluido que el jefe o rey de Mapungubwe era probablemente el individuo más rico de la sociedad, es decir, poseía más ganado y materiales preciosos -adquiridos a través del comercio- que cualquier otra persona. También tuvo que haber algún tipo de asociación religiosa entre el rey y la invocación de la lluvia, una necesidad vital para la agricultura en un paisaje tan seco. Tendría una virtud superior y una vívida comunicación con los ancestros y los espíritus. A través de estos elementos místicos legitimaría su poder, estando separado del resto de la población pues probablemente estaría considerado como un dios. Las esposas reales ayudarían a que tuviera un poder político importante, y serían el referente de unos lazos de gran complejidad, indispensables para las exigencias de un gobierno tan avanzado.
Esto se simbolizaba directamente a través del hábitat en la parte más alta de la comunidad, en una colina natural que tiene unos 30 metros de alto y 100 metros de longitud. El rey, junto a unos pocos de la élite noble, viviría en un palacio. Las esposas reales estarían separadas en una serie de habitaciones alejadas. Sabemos que el montículo estaba originalmente rodeado por una empalizada de madera, como lo indican los agujeros de postes hechos en la roca. De esta manera el resto de la comunidad se mantendrá alejado, viviendo en casas de barro y paja esparcidas debajo de la colina. Al mismo tiempo, el rey sería enterrado junto con sus predecesores en la cima del sitio, en un área demarcada lejos del palacio pero algo más cerca de las viviendas de las esposas reales. Mientras tanto, el conjunto poblacional se enterraría en las zonas cercanas a la aldea. Una escalera de madera conectaba los dos niveles.
En el cementerio destacan tres tumbas de las que se ha creído que pertenecieron a un hermano y una hermana del rey, junto a él mismo. O bien, dos reyes6 . En una de ellas hay hasta 12000 cuentas de 6 collar y más de 100 brazaletes de oro. En las demás había objetos cubiertos con láminas del mismo material precioso, y, también, han aparecido hasta tres rinocerontes y una cabeza de cocodrilo de oro. Los individuos de estos depósitos han aparecido colocados, supuestamente, en una posición diferenciada, sentados mirando al oeste, un claro signo de estratificación social que aparecería hasta en el ámbito de la muerte.
Hubo algunas residencias más grandes que estaban repartidas por las afueras de la capital, y que probablemente pertenecían a parientes varones del rey. En su mayoría se encuentran en zonas alejadas entre 15 a 100 kilómetros de la cima de Mapungubwe, conteniendo habitáculos y murallas de piedra. Serían propiedades de los jefes locales que actuaban como vasallos del jefe religioso y político de Mapungubwe. Se sabe que en la sociedad bantú a estos hombres, competidores serios para la posición hegemónica del poder, no se les permitía vivir directamente en el centro de poder.
Si tuviéramos que dividir la sociedad en grupos, tendríamos por un lado los privilegiados: el rey, las mujeres del rey, y la nobleza (tanto la que vivía en la capital como fuera) con privilegios fiscales y políticos, y derechos que se mantendrían a través de matrimonios simétricos. Este grupo probablemente se haría cargo del comercio. Por otro lado, tendríamos al común de la población: campesinos y artesanos que no se mezclarían con la clase superior, y a los que quedaría lejos el poder político y la riqueza. Así se entendería que los productos suntuarios se encontrasen en las zonas altas, y que no fuera muy difícil que esto ocurriese, pues la clase alta se perpetuaba en el tiempo con sus iguales, por lo que la riqueza se acumularía proporcionalmente al tiempo que llevaran consolidando su estatus. De manera figurativa ambos grupos permanecían separados totalmente, no es de extrañar que lo estuvieran físicamente, respondiendo a una mayor complejidad social que no se podría haber dado sin un comercio y una economía pujante.

## Economía y comercio
La meseta de Mapungubwe tiene una gran cantidad de restos de animales carnívoros y astillas de marfil, probablemente para el comercio con las zonas costeras a las que se tenía acceso por el río Limpopo. La presencia de cuentas de vidrio en cantidades desorbitadas, casi seguramente del sur de la India (de Arikamedu) o de regiones próximo orientales (Fustat), y fragmentos de vasijas de cerámica vidriada de origen chino indican que ciertamente hubo algún tipo de comercio con otros estados de la costa índica que, a su vez, tenían una actividad mercantil con quienes viajaban por mar.
La riqueza propia de esta región estaría, por otro lado, en la producción de tejidos de algodón, muy solicitados por las áreas adyacentes y que se ha podido determinar por la aparición de los elementos para su manufactura. El oro tendría gran importancia. Según algunos autores, aunque se encuentre este mineral lejos, no sería demasiado difícil conseguirlo en los ríos: pues provendría de aquellas áreas alejadas en forma de pepitas.
El territorio, desde un punto de vista agrícola, estaría nutrido por los ríos que pasan por la zona, sobre todo por el del Limpopo y el Shashe, a los que se le atribuyen las mismas características benefactoras de los ríos del antiguo Próximo Oriente o el Nilo. Es decir, que pudieron haber sido de gran 6 ayuda en la nutrición de las tierras porque su caudal variaba según las estaciones, y entonces las llenaría de ricos componentes que harían que los cultivos fueran más productivos. La única diferencia entre ambos ríos es que el Shashe no corre superficialmente, solo cuando crecía su caudal, y que el Limpopo sí lo hace, siendo incluso navegable y una vía de acceso hasta Mapungubwe. Esto es lo que explicaría el crecimiento demográfico y la complejidad poblacional que se venía desarrollando desde hacía siglos en el valle.
Los campesinos alejados de la colina tendrían sus propios cultivos. Mientras, la capital se abastecía de unas tierras especiales a las que todos tendrían que ayudar a labrar como forma de tributo, incluyendo los residentes de la capital. Habría canales y presas para asegurar el suministro de agua. Incluso, se llegaría a cultivar en terraza. La riqueza de este “reino” podría haber sido tal que, inicialmente, el Gran Zimbabue pudo haber sido un estado cliente de Mapungubwe. La prosperidad agrícola de esta región se tradujo en unos vínculos comerciales que probablemente fortalecerían a la autoridad política, controlando e incluso monopolizando estas lucrativas conexiones interregionales.7

## Manifestaciones artesanales y artísticas
La cerámica se produjo en una escala lo suficientemente grande como para sugerir la presencia de alfareros profesionales -otro indicador de una sociedad próspera y especializada- que, tal vez, se dividiera en diferentes niveles. Las formas de las producciones incluyen vasos esféricos con cuellos cortos, vasos de forma cilíndrica y cuencos hemisféricos. Muchos están decorados con incisiones e improntas de peine. También hay discos de cerámica de propósito desconocido. Además, se han encontrado figurillas de ganado vacuno, ovino y caprino, y pequeñas figuras de humanos altamente estilizados con cuerpos alargados y extremidades cortas, a menudo en un entorno doméstico. Estas representaciones, que corresponderían con una forma animal pueden haber sido utilizados como ofrendas votivas para los antepasados o para los dioses, y se relacionarían, de alguna manera, con la prosperidad y la fertilidad, pero se desconoce su función precisa.8
Un tipo particular de decoración, que no es muy común, era batir el oro en pequeñas láminas rectangulares, que luego se decoraban con patrones geométricos hechos mediante incisiones, usados para cubrir objetos de madera (que no han sobrevivido) uniéndolos con pequeñas tachuelas, también hechas de oro. Uno de esos objetos cubiertos puede haber sido un cetro. Otra evidencia adicional de la orfebrería local es una figura de un rinoceronte hecha de pequeñas láminas martilladas. También existen fragmentos de brazaletes y miles de cuentas de oro. Estos objetos fueron encontrados en el sitio de entierro real y datan alrededor del 1250 d. C., siendo los primeros indicadores conocidos de que el oro tenía un valor intrínseco propio en el sur de África. Otros hallazgos incluyen pequeños artículos de joyería hechos en cobre o en marfil.

## Decadencia
El reino de Mapungubwe ya estaba en declive a fines del siglo XIII, probablemente debido a la sobrepoblación que ejercía demasiada presión sobre los recursos locales, que se habría producido por una crisis surgida de diversas sequías. De hecho, algunos investigadores apuntan a la pequeña edad de hielo como la culpable de este suceso. Por lo cual, el entorno de Mapungubwe solo habría durado ocupado entre 70 y 80 años. No habría dado más de sí. El final está cuestionado y sobre él se ciernen demasiadas dudas. Algunos investigadores sugieren que no hubo un declive como tal, sino que fue un hecho abrupto. Creció hasta que de repente se abandonó. Sabemos que las personas de este espacio no se movieron en masa a zonas como las del Gran Zimbabue. Ello queda evidenciado porque la cerámica de aquel otro entorno es completamente diferente. También se ha discutido el crecimiento, pues no aparecen muestras de riqueza tan amplias en los ritos fúnebres como las que existen de mitad de siglo. Es decir, que la riqueza acumulada por los grupos dominantes caería en picado y no sería, para nada, igual a la anterior. No habría un crecimiento en ese sentido para la élite y por tanto la estructura correría cierto peligro. Las rutas comerciales también pudieron haberse desplazado hacia el norte y los recursos locales se habrían agotado. Ciertamente, los reinos que ahora prosperaban estaban al norte, como Gran Zimbabue y, luego, el Imperio de Mutapa (1430).

## Polémica y trascendencia
Cuando los europeos descubrieron tanto las ruinas del Gran Zimbabue como las de Mapungubwe entre el siglo XIX y XX, no podían creer que los africanos negros construyeran estructuras tan impresionantes y objetos tan preciosos. Los rinocerontes y demás objetos de oro encontrados supusieron un gran choque para los colonizadores de Sudáfrica pues sus argumentos de ocupación y gobierno del territorio negro se vieron en gran medida negados. Rápidamente surgieron nuevas y abundantes teorías para explicar de alguna manera su presencia y confirmar las creencias racistas europeas de la época, atribuyendo tales obras a los antiguos egipcios o a los fenicios. Incluso, se llegó a pensar que serían, en el caso del Gran Zimbabue, obra de una población blanca que se habría perdido muchos siglos atrás por aquellas zonas. Sin embargo, la arqueología ha demostrado que ambos sitios fueron construidos por pueblos indígenas en el período bajomedieval.

## Origen del parque nacional

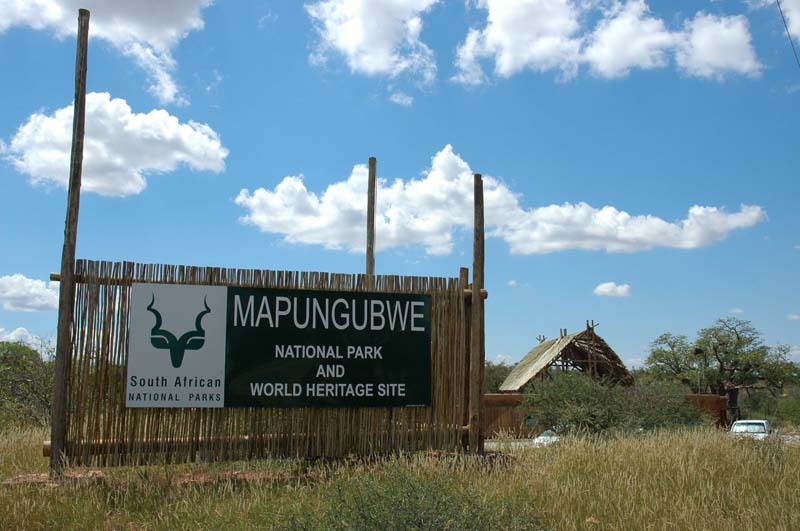

Aparte del hito histórico que este parque enmarca, tiene gran importancia la reserva natural que en él se halla, y que tiene unos antecedentes que comienzan en 1917. Cuando se descubrieron algunos de los rinocerontes de oro, que darían lugar a una gran fiebre del oro en la zona pudiendo haber provocado importantes e irrecuperables destrozos para los restos arqueológicos y para la flora, se decidió consecuentemente intentar establecer de un área natural protegida en 1940, que ayudaría bastante en la conservación de un espacio que se halla en la periferia del estado sudafricano.